# Скадовська міська рада
Скадо́вська міська́ ра́да — адміністративно-територіальна одиниця та орган місцевого самоврядування у Скадовському районі Херсонської області. Адміністративний центр — місто Скадовськ.

## Загальні відомості
- Територія ради: 1,43 км²
- Населення ради: 22 287 осіб (станом на 1 січня 2011 року)
- Водоймища на території, підпорядкованій даній раді: Чорне море

## Населені пункти
Міській раді підпорядковані населені пункти:
- м. Скадовськ

## Склад ради
Рада складається з 30 депутатів та голови.
- Голова ради: Сокольчук Олег Миколайович[1]

### Керівний склад попередніх скликань
| Прізвище, ім'я, по батькові | Основні відомості                                                                           | Дата обрання | Дата звільнення |
| --------------------------- | ------------------------------------------------------------------------------------------- | ------------ | --------------- |
| Гавриш Олександр Васильович | Міський голова, 1956 року народження, член Соціал-демократичної партії України (об'єднаної) | 26.03.2006   | 31.10.2010      |
| Гавриш Олександр Васильович | Міський голова, 1956 року народження, освіта вища, член Партії регіонів                     | 31.10.2010   |                 |

Примітка: таблиця складена за даними джерела

### Депутати
За результатами місцевих виборів 2010 року депутатами ради стали:

#### За суб'єктами висування
| Суб'єкт висування                                       | Кількість обраних депутатів | %    |
| ------------------------------------------------------- | --------------------------- | ---- |
| Партія регіонів                                         | 14                          | 46,7 |
| Політична партія Всеукраїнське об'єднання «Батьківщина» | 4                           | 13,3 |
| Політична партія «Сильна Україна»                       | 3                           | 10   |
| Комуністична партія України                             | 2                           | 6,7  |
| Народна Екологічна партія                               | 2                           | 6,7  |
| Партія Зелених України                                  | 2                           | 6,7  |
| Політична партія «Наша Україна»                         | 2                           | 6,7  |
| Партія «Справедливість»                                 | 1                           | 3,3  |

#### За округами
| № округу                                                | Прізвище, ім'я, по батькові       | Дата визнання обраним | Освіта             | Партійна приналежність                        | Відомості про обраного депутата                          |
| ------------------------------------------------------- | --------------------------------- | --------------------- | ------------------ | --------------------------------------------- | -------------------------------------------------------- |
| Комуністична партія України                             |                                   |                       |                    |                                               |                                                          |
| б/м                                                     | Кравцов Максим Андрійович         | 03.11.2010            | вища               | член Комуністичної партії України             | приватний підприємець                                    |
| б/м                                                     | Терехов Федір Степанович          | 03.11.2010            | середня спеціальна | член Комуністичної партії України             | Пансіонат «Кривбас», директор                            |
| Народна Екологічна партія                               |                                   |                       |                    |                                               |                                                          |
| б/м                                                     | Синяк Ярослав Михайлович          | 03.11.2010            | вища               | член Народної Екологічної партії              | приватний підприємець, директор ресторану «Таврія»       |
| 10                                                      | Шульга Іван Васильович            | 03.11.2010            | вища               | позапартійний                                 | фізична особа-підприємець                                |
| Партія Зелених України                                  |                                   |                       |                    |                                               |                                                          |
| б/м                                                     | Фролов Олексій Володимирович      | 03.11.2010            | вища               | позапартійний                                 | приватний підприємець                                    |
| 12                                                      | Васильєв Олег Петрович            | 03.11.2010            | вища               | член Партії Зелених України                   | Скадовська міська рада, заступник міського голови        |
| Партія регіонів                                         |                                   |                       |                    |                                               |                                                          |
| б/м                                                     | Кабакова Галина Іванівна          | 03.11.2010            | вища               | член Партії регіонів                          | ЗАТ «Скадовськпобутсервіс», директор                     |
| б/м                                                     | Волошин Анатолій Іванович         | 03.11.2010            | вища               | позапартійний                                 | Скадовський районний будинок культури, директор          |
| б/м                                                     | Мавріді Павло Юрійович            | 03.11.2010            | вища               | член Партії регіонів                          | Скадовський морський торговельний порт, головний інженер |
| б/м                                                     | Острянський Володимир Микитович   | 03.11.2010            | вища               | позапартійний                                 | Скадовське управління водного господарства, начальник    |
| б/м                                                     | Булюк Олена Валеріївна            | 03.11.2010            | вища               | позапартійна                                  | Херсонський економічно-правовий інститут, доцент кафедри |
| б/м                                                     | Мнацаканян Геворг Васильович      | 03.11.2010            | вища               | позапартійний                                 | ЗАТ «Скадовськпобутсервіс», головний інженер             |
| 1                                                       | Берещенко Микола Вікторович       | 03.11.2010            | вища               | член Партії регіонів                          | пенсіонер                                                |
| 2                                                       | Гузенко Тетяна Іванівна           | 03.11.2010            | вища               | позапартійна                                  | Скадовська загальноосвітня школа № 3, директор           |
| 3                                                       | Берьозкіна Катерина Іванівна      | 03.11.2010            | вища               | член Партії регіонів                          | ДП «Скадовський МТП», начальник відділу кадрів           |
| 5                                                       | Бутенко Ольга Іванівна            | 03.11.2010            | вища               | член Партії регіонів                          | Скадовська міська рада, секретар                         |
| 6                                                       | Гонтар Олексій Вікторович         | 03.11.2010            | середня            | член Партії регіонів                          | ДП «Скадовський МТП», начальник вантажного району        |
| 8                                                       | Проточенко Олег Миколайович       | 03.11.2010            | вища               | член Партії регіонів                          | ДП «Скадовський МТП», начальник портового флоту          |
| 9                                                       | Кугут Алла Миколаївна             | 03.11.2010            | вища               | позапартійна                                  | Скадовська гімназія, вчитель                             |
| 15                                                      | Чебукін Олександр Іванович        | 03.11.2010            | вища               | позапартійний                                 | фізична особа-підприємець                                |
| Партія «Справедливість»                                 |                                   |                       |                    |                                               |                                                          |
| б/м                                                     | Керекелиця Анатолій Іванович      | 03.11.2010            | вища               | позапартійний                                 | Скадовська філія ВАТ «Херсонгаз», начальник філії        |
| Політична партія Всеукраїнське об'єднання «Батьківщина» |                                   |                       |                    |                                               |                                                          |
| б/м                                                     | Меркуш Валентин Георгійович       | 03.11.2010            | вища               | член Всеукраїнського об'єднання «Батьківщина» | приватний підприємець                                    |
| б/м                                                     | Панькова Олена Михайлівна         | 03.11.2010            | вища               | член Всеукраїнського об'єднання «Батьківщина» | Скадовська кіновідеомережа, директор                     |
| 7                                                       | Березовський Валерій Анатолійович | 03.11.2010            | вища               | член Всеукраїнського об'єднання «Батьківщина» | Скадовська ЦРЛ, хірург                                   |
| 11                                                      | Ващенко Анатолій Володимирович    | 03.11.2010            | вища               | член Всеукраїнського об'єднання «Батьківщина» | МКП «Очисні споруди», директор                           |
| Політична партія «Наша Україна»                         |                                   |                       |                    |                                               |                                                          |
| б/м                                                     | Горяїнов Олександр Євгенович      | 03.11.2010            | вища               | член Політичної партії «Наша Україна»         | Приватне підприємство «АС», директор                     |
| 13                                                      | Лиховид Олег Миколайович          | 03.11.2010            | вища               | член Політичної партії «Наша Україна»         | Центр дитячої та юнацької творчості, директор            |
| Політична партія «Сильна Україна»                       |                                   |                       |                    |                                               |                                                          |
| б/м                                                     | Яблонський Олександр Іванович     | 03.11.2010            | вища               | член Політичної партії «Сильна Україна»       | приватний підприємець                                    |
| 4                                                       | Питомець Сергій Васильович        | 03.11.2010            | вища               | член Політичної партії «Сильна Україна»       | Скадовська міська рада, архітектор міста                 |
| 14                                                      | Кулида Сергій Іванович            | 03.11.2010            | вища               | член Політичної партії «Сильна Україна»       | ПП «Кулида», директор                                    |